# 竹本章人
竹本 章人（たけもと あきと、1994年6月30日 - ）は、静岡県浜松市出身のサッカー選手。

## 来歴
浜松日体高等学校から単身渡西。その後スペイン5部、そして2015年に、当時セグンダ・ディビシオンB（スペイン2部B）だったCDグアダラハラに移籍し、プロカテゴリーまで昇り詰めた。その当時のチームメイトにはパルマに所属していたFernando Marquésや、当時1部のグラナダから移籍してきたイバン・サンチェス・リコ・ソトがいた。その後モンテネグロの2部のFKイバルに加入し、チームをプレーオフ進出に導いた。
翌年同リーグ2部のFKイガロ1929から獲得オファーを受け、移籍。その年のリーグ戦の成績は振るわなかったが、カップ戦準優勝という成績を残し、ヨーロッパリーグまであと少しのところだった。この試合で負傷し、日本へ帰国した。
FK COBALTを経て、2020年、関西サッカーリーグのレイジェンド滋賀FCへ加入した。4シーズンで39試合に出場した後、2023年退団。

## 成績
| 国内大会個人成績 | 国内大会個人成績 | 国内大会個人成績 | 国内大会個人成績 | 国内大会個人成績 | 国内大会個人成績 | 国内大会個人成績 | 国内大会個人成績 | 国内大会個人成績 | 国内大会個人成績 | 国内大会個人成績 | 国内大会個人成績 |
| 年度             | クラブ           | 背番号           | リーグ           | リーグ戦         | リーグ戦         | リーグ杯         | リーグ杯         | オープン杯       | オープン杯       | 期間通算         | 期間通算         |
| 年度             | クラブ           | 背番号           | リーグ           | 出場             | 得点             | 出場             | 得点             | 出場             | 得点             | 出場             | 得点             |
| 日本             | 日本             | 日本             | 日本             | リーグ戦         | リーグ戦         | リーグ杯         | リーグ杯         | 天皇杯           | 天皇杯           | 期間通算         | 期間通算         |
| ---------------- | ---------------- | ---------------- | ---------------- | ---------------- | ---------------- | ---------------- | ---------------- | ---------------- | ---------------- | ---------------- | ---------------- |
| 2020             | L滋賀            | 5                | 関西1部          | 7                | 0                | -                | -                | -                | -                | 7                | 0                |
| 2021             | L滋賀            | 5                | 関西1部          | 4                | 0                | -                | -                | -                | -                | 4                | 0                |
| 2022             | L滋賀            | 5                | 関西1部          | 11               | 0                | -                | -                | -                | -                | 11               | 0                |
| 2023             | L滋賀            | 5                | 関西1部          | 9                | 2                | -                | -                | -                | -                | 9                | 2                |
| 通算             | 日本             | 日本             | 関西1部          | \|31             | 2                | -                | -                |                  |                  | 31               | 2                |
| 総通算           | 総通算           | 総通算           | 総通算           |                  |                  | -                | -                |                  |                  |                  |                  |